# Parafia św. Marii Magdaleny w Koszycach (województwo małopolskie)
Parafia Świętej Marii Magdaleny – parafia rzymskokatolicka w Koszycach. Erygowana w 1815. Mieści się przy Placu Jana Pawła II. Duszpasterstwo w niej prowadzą księża diecezjalni.